# 爆破拆卸

三角架大樓爆破拆毀動畫
2005年2月27日，法國

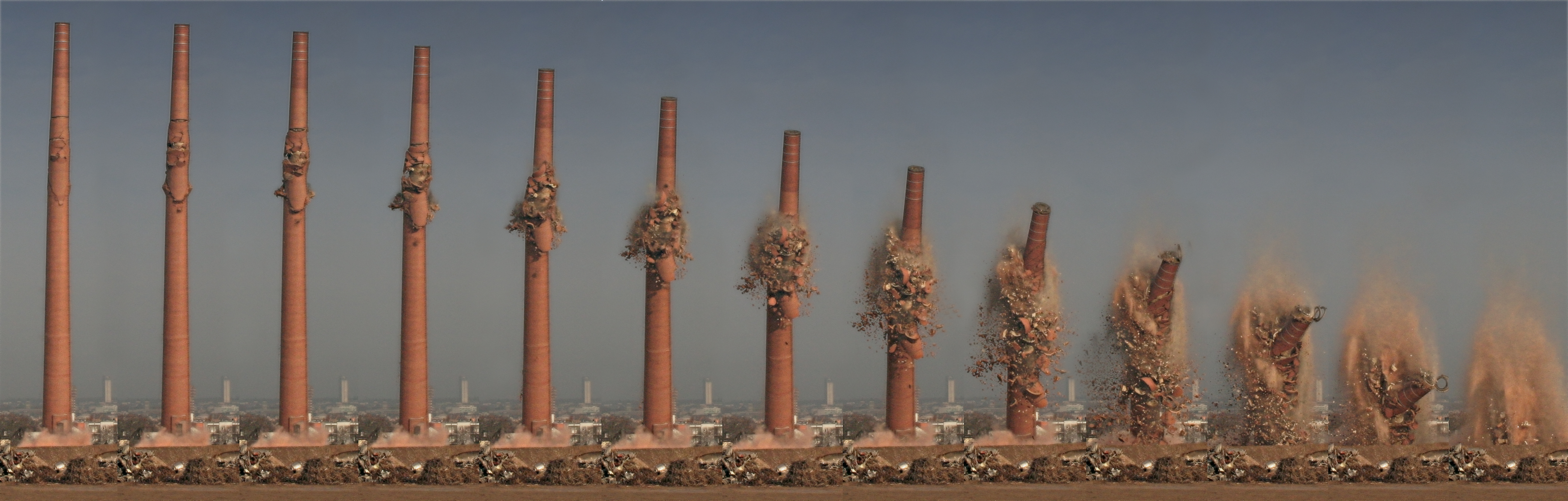
爆破拆卸德国法兰克福亨宁格啤酒厂的烟囱

爆破拆卸是控制爆破的一个术语，通过精確的計算後战略性地布置炸药以及定时引爆，使得建筑物在数秒钟内自己倒塌，尽量减少对附近地区的损害。爆破拆卸可分為兩種：原地坍塌（即樓宇被垂直摧毀，倒下後會變成瓦礫）和定向坍塌（即樓宇向某一方向倒塌）。爆破拆除适用于楼宇、桥梁、烟囱、塔楼和隧道。
爆破拆卸适用于一些不方便使用传统机械方式拆除的建筑，使用传统方法可能需要几个月甚至几年，通常发生在城市地区，往往涉及大型地標建筑或煙囪。

## 历史

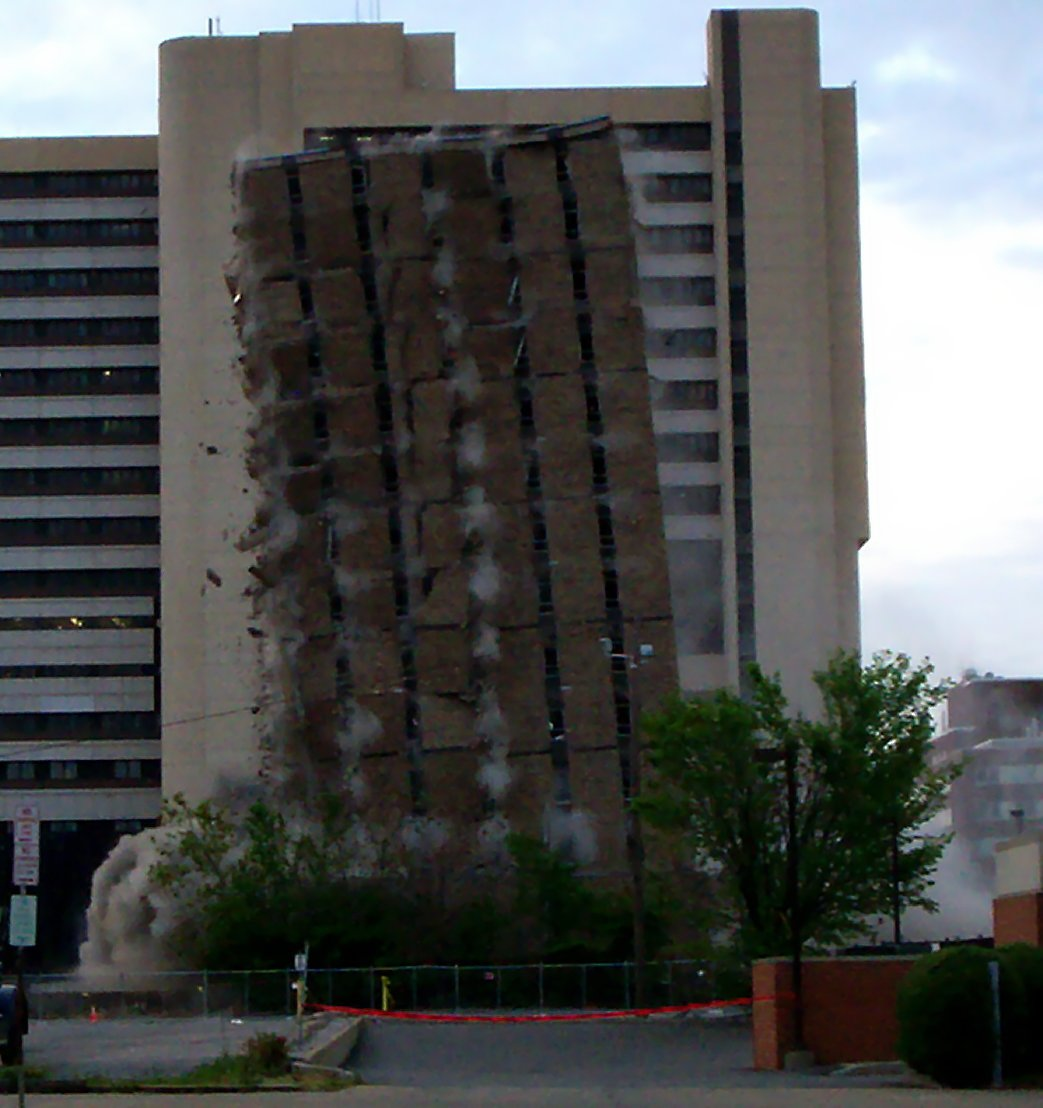
在水牛城进行的爆破拆卸

最早有记录的爆破拆卸之一是1773年在爱尔兰沃特福德使用150磅火药拆毁圣三一大教堂，对于当时来说这是相当多的炸药。
19世纪末世界上最早的摩天大楼出现，同时也出现了拆除摩天大楼的需要，由于它们的高度拆除它们更加复杂。这也包括使用炸药查拆除它们时候的其它需要顾及的地方，比如工人和观众的安全以及减小附属破坏。
第二次世界大战后，欧洲的爆破专家拆除密集城市地区内损坏的建筑物，從而积累了许多实践经验来拆除巨大的建筑而不破坏附近的建筑。这导致了20世纪后中叶爆破拆卸的成长和成熟。
2000年3月26日国王巨蛋的爆破建立了一个世界纪录。
1997年堪培拉皇家医院爆破拆卸导致了一宗事故。主建筑没有完全拆卸，必须此后手动拆卸，而且爆炸导致的废墟飞出了500米远，飞到观众待的地方。一名12岁的女童當場死亡，另有九人受伤。在650米远处还发现了大块的墙壁和金属块。。据事后调查由于爆破承包商爆破经验不足，使用了只适用于一般建筑结构的主体爆破，而非使用针对加强钢筋式建筑物的线性爆破，才导致了这宗事故的发生。。